# أفضل رحمن خان
أفضل أكرم رحمن خان (بالأردية: أفضل رحمان خان)، (1921- 2005) المعروف شعبيا باسم الأدميرال أفضل خان هو سياسي، وقائد عام البحرية الباكستانية في عهد الرئيس أيوب خان من عام 1959 حتى عام 1966.
شغل منصب في وزير الداخلية ووزير الدفاع في آن واحد في حكومة أيوب خان، شارك في الحرب الباكستانية الهندية 1947 في العمليات غير القتالية لكنه حصل على شهرة ومكانة عندما قاد البحرية الباكستانية ضد البحرية الهندية خلال الحرب مع الهند في عام 1965.
يشتهر بكونه القائد العام للبحرية الأطول خدمة ومسؤولًا عن إطلاق وإدخال برنامج الغواصات في البحرية.